# Lady Marmalade
Lady Marmalade је песма из филма Мулен руж! који се појавио у биоскопима 2001. године. Песму заједно изводе Пинк, Кристина Агилера, Маја и Лил Ким, а Миси Елиот је један од продуцената сингла. Оригиналну верзију песме је 1974. године објавила популарна женска група Лабел, а до данас је снимљено неколико ремикс верзија.
2001. године песма је заузела 1. место у већини земаља, укључујући Сједињене Америчке Државе, Аустралију и Уједињено Краљевство. Ово је уједно први сингл Пинк који се попео на сам врх америчке Билборд хот 100 листе.

## Музички спот
Спот је режирао Пол Хантер а снимљен је крајем марта 2001. године у Лос Анђелесу, где је изграђена сцена која веродостојно представља париски ноћни клуб Мулен руж. Спот је освојио две МТВ ВМА награде, и то за спот године и најбољи спот из филма, а био је номинован у још 4 категорије. Такође, песма је 2002. године освојила Греми за најбољу колаборацију вокала.

## Топ листе
| Земља                | Врх |
| -------------------- | --- |
| Аустралија           | 1   |
| Аустрија             | 3   |
| Белгија              | 2   |
| Уједињено Краљевство | 1   |
| Ирска                | 1   |
| Италија              | 6   |
| Канада               | 17  |
| Немачка              | 1   |
| Нови Зеланд          | 1   |
| Норвешка             | 1   |
| САД                  | 1   |
| Француска            | 12  |
| Холандија            | 2   |
| Швајцарска           | 1   |
| Шведска              | 1   |
| Шпанија              | 1   |